# باول بريسكوت
باول بريسكوت (بالإنجليزية: Paul Prescott)‏ هو لاعب دوري الرغبي أيرلندي، ولد في 1986 في ستراتفورد في المملكة المتحدة.